# Rowde
Rowde – wieś w Anglii, w hrabstwie Wiltshire. Leży 36 km na północny zachód od miasta Salisbury i 134 km na zachód od Londynu. W 2001 miejscowość liczyła 1073 mieszkańców.